# Gilia brecciarum
Gilia brecciarum är en blågullsväxtart. Gilia brecciarum ingår i släktet gilior, och familjen blågullsväxter.

## Underarter
Arten delas in i följande underarter:
- G. b. brecciarum
- G. b. jacens
- G. b. neglecta